# Stora Adam och Lilla Eva

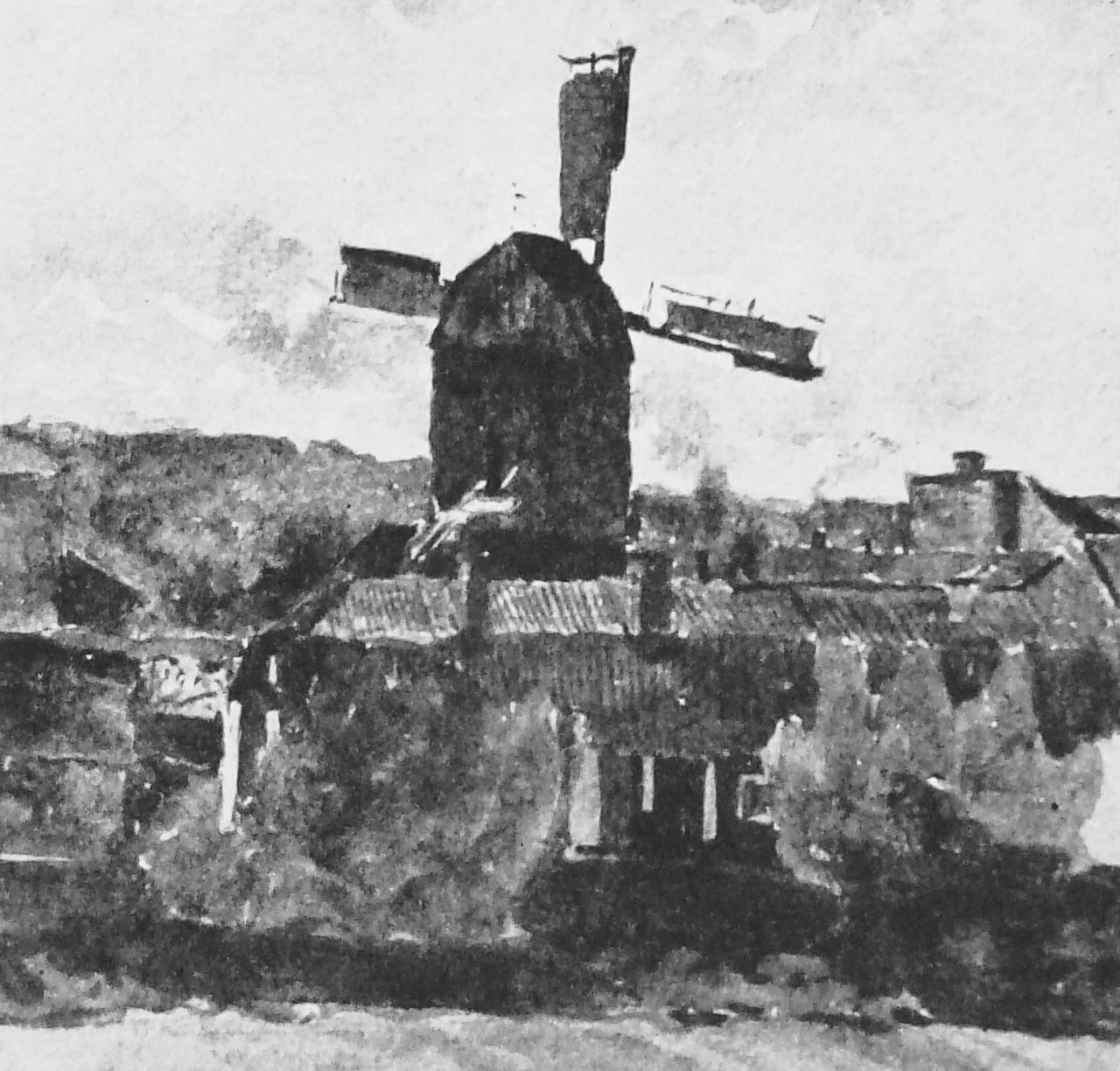
"Lilla Eva" på en illustration av Gellerstedt, 1878.

Stora Adam och Lilla Eva var två väderkvarnar i nuvarande Vasastaden i Stockholm. De stod i stadens kanske kvarntätaste område sydväst om Observatoriekullen.
I närheten fanns Stora Stampan och Lilla Stampan samt Barnhuskvarnarna. Stora Adam revs på 1860-talet, medan Lilla Eva fanns kvar till 1886. Båda kvarnarna förekommer i August Strindbergs pjäs ”Stora landsvägen”. 

## Historik

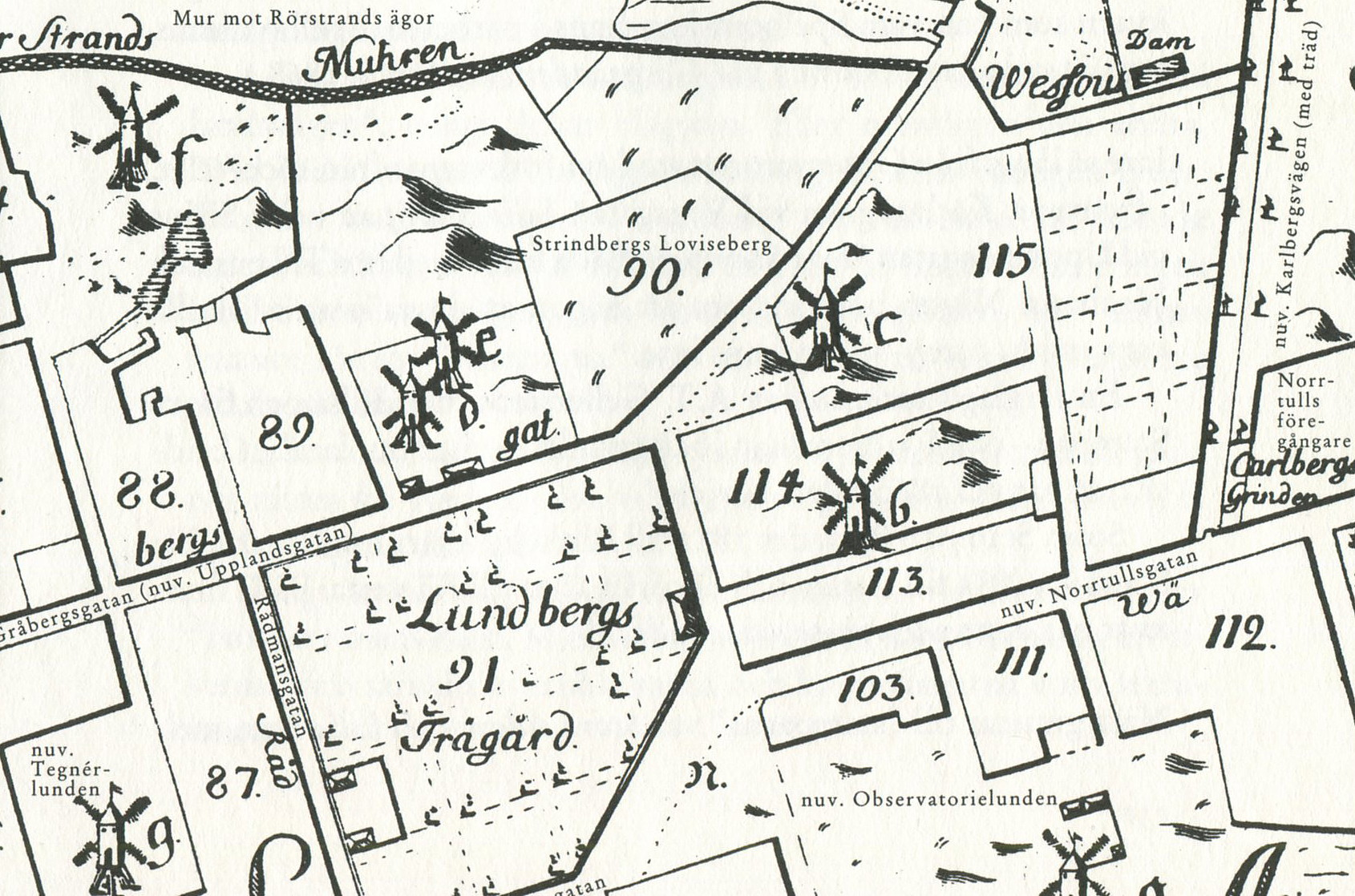
Kvarnar på Tillaeus karta från 1733, väster om Observatoriebacken, b är Lilla Stampan, c är Stora Stampan, d är Stora Adam och e är Lilla Eva. (norr är till höger).

Nära grannar till Stora och Lilla Stampan var Stora Adam och Lilla Eva. Båda var stolpkvarnar från 1600-talet och låg strax intill varann i nuvarande kvarteret Kometen (enligt en del källor även i grannkvarteret Tuben). Öster om dem passerade dåvarande Gråbergsgatan (nuvarande Upplandsgatan).  Den äldsta dokumentationen finns på en handritad karta från 1650-talet där de anges som ”Mest. Håffs qwarnar”. De är även markerade på Petrus Tillaeus karta från 1733 (litt. d=Stora Adam och litt. b=Lilla Eva).
Om Stora Adams typ och utseende är inte mycket känt, bara att det var en stolpkvarn. Lilla Eva däremot avbildades i maj 1878 av konstnären och poeten Albert Theodor Gellerstedt. På hans akvarell framgår att Lilla Eva var en stolpkvarn med brutet sadeltak och höjde sig högt över kringliggande bebyggelse.
När Strindberg 1909 skrev sitt stycke ”Stora landsvägen” (se nedan) var Stora Adam och Lilla Eva ett minne blott. Stora Adam försvann redan på 1860-talet. På 1867 års karta över Stockholm var den ännu inritad. Lilla Eva fanns kvar till 1886 då den revs i samband med den nya stadsplaneringen av Vasasaden. Stora och Lilla Stampan flyttades ungefär samtidigt till Kvarnbacken vid Ursvik respektive till Kälvesta, där den står som Kälvesta kvarn bland villorna i Solhem.
Enligt Björn Hasselblad Stockholmskvarter: vad kvartersnamnen berättar erhöll kvarteret Adam och Eva (vid Drottninggatan 66-70) sitt namn efter kvarnarna Stora Adam och Lilla Eva. Detta kvarter markeras på Tillaeus' karta som ”Adam et Eva”.

## Kvarnarna Adam och Eva hos Strindberg
Strax intill Adam och Eva låg gården Loviseberg, och där bodde August Strindberg som barn mellan 1857 och 1860 och senare mellan 1870 och 1871. Härifrån kunde han se båda stamparna och Adam och Eva. Kvarnarna Adam och Eva skulle återkomma i Strindbergs pjäs ”Stora landsvägen”. I en av scenanvisningarna står: ”Fonden mulen himmel. På sidorna två väderkvarnar, kallade Adam och Eva, en på var sida och en krog till höger”.  I pjäsen grälar mjölnarna (kallade A och E) mest om rätten till vinden och båda vill flytta på grannens kvarn för att få bättre tillgång till vinden.
Strindbergs lekkamraterna vid Loviseberg var (enligt honom själv) "fattige mans barn", det var mjölnarens barn och kogubbens. "Lekplatsen voro särskild kvarnbackarna och kvarnvingarna voro leksakerna."